# Соляне джерело (пам'ятка природи)
Соляне джерело — гідрологічна пам'ятка природи місцевого значення. Об'єкт розташований на території Надвінянського району Івано-Франківської області, Зарічанське лісництво квартал 13, виділ 6.
Площа — 0,0100 га, статус отриманий у 1988 році.